# Documenta Natura
Documenta Natura war eine von Roger Huber initiierte und von ihm geleitete gemeinnützige Stiftung. Diese bestand von 1987 bis Juli 2010; Zweck war es, Veränderungen in der Landschaft der Schweiz fotografisch zu dokumentierten.
Berufsfotografen fotografierten Landschaften, in denen Bau-, Verkehrs- und Tourismusprojekten realisiert wurden, vor und nach dem Bau aus derselben Perspektive. Die Stiftung realisierte zudem Fotoreportagen zu verschiedensten Umweltthemen. Insgesamt wurden 50'000 Fotografien gefertigt.
Die Stiftung arbeitete vor allem mit folgenden Fotografen zusammen:
- Athanasiou Nadja
- Balogh Istvan
- Huber Roger
- Kobi Hans
- Lüem Peter
- Rickli Hannes
- Santschi Hans
- Schibig Marco
- Stucki Hans

Die Finanzierung erfolgte teilweise durch die Auftraggeber (Unternehmen, Ämter, Institutionen), teilweise durch das Bundesamt für Umwelt. Anfänglich erhielt die Stiftung jährlich 90'000 Franken vom Bundesamt für Umwelt. Nachdem letzteres im Rahmen von Sparmassnahmen seine Beiträge gestrichen hatte, wurde die Geschäftsstelle in Bern per Juli 2010 aufgelöst und an das Bildarchiv der ETH-Bibliothek in Zürich übergeben. Eine parlamentarische Motion, welche die Weiterführung der Finanzierung durch die Eidgenossenschaft forderte, wurde vom Bundesrat am 26. Mai 2010 zur Ablehnung empfohlen.